# مریم شریعت‌زاده
مریم شریعت‌زاده یک شمشیرباز ایرانی و از قهرمانان صاحب نام شمشیربازی ایران است.
در بازی‌های آسیایی ۱۹۷۴ تهران، مهوش شفاعی، گیتی محبان، ژیلا الماسی، مریم شریعت‌زاده و مریم آچاک تیم شمشیربازی زنان ایران را تشکیل می‌دادند. این تیم توانست اولین مدال طلای ورزش زنان ایران در مسابقه‌ای معتبر و بین‌المللی را کسب کنند.